# Ungefleckte Mondschnecke
Die Ungefleckte Mondschnecke oder Ungefleckte Nabelschnecke (Lunatia montagui) ist eine Schnecke aus der Familie der Mondschnecken, die sich von Mollusken ernährt. Sie lebt in der Nordsee, im nordöstlichen Atlantik und Mittelmeer.

## Merkmale
Das rundliche Schneckenhaus von Lunatia montagui, das bei ausgewachsenen Schnecken mit 4 bis 5 Umgängen meist bis 9 mm, bisweilen bis zu 14 mm Länge und Breite erreicht, hat ein recht niedriges Gewinde mit abgestuften Umgängen und eingeschnittener Naht, die zwischen der Außenlippe und dem Körperumgang eine Kerbe bildet. Vom teilweise verschlossenen Nabel führt eine Grube über die innere Lippe an die Gehäusemündung. Die Oberfläche ist gelblich bis rötlich mit einem schmalen weißen Band unter der Naht und ohne jede weitere Gehäusezeichnung.
Das Tier ist cremig weiß, die hintere Kante des Propodiums braun. Der große Fuß bedeckt beim aktiven Tier den Kopf und einen Teil des Gehäuses. Das Propodium dient dem Durchpflügen des sandigen Untergrundes.

## Verbreitung
Die Ungefleckte Mondschnecke tritt nordöstlichen Atlantik, in der Nordsee bis Norwegen und im Mittelmeer auf, darüber hinaus auch in der Ostsee.

## Lebensraum
Lunatia montagui lebt auf Sand und Schlammböden in Tiefen von 15 bis 200 Metern, meist unterhalb von 30 Metern Tiefe.

## Ernährung
Wie andere Mondschnecken ernährt sich Lunatia montagui von Muscheln und Schnecken, die durch Graben mit dem Fuß im Sand gesucht werden. Die Beute wird mit dem Fuß umfasst und mit der Radula ein Loch in die Schale gebohrt.